# Cheval de sport roumain
Le cheval de sport roumain (roumain : cal de sport romanesc / calul de sport) est un stud-book de chevaux de sport, formé en Roumanie à partir des années 1960. La race est sélectionnée pour les sports équestres.

## Histoire
Il est également connu sous les noms de « Selle roumain » et de « demi-sang roumain ». La sélection de ces chevaux débute en 1962 ou 1963
, à partir de croisements entre le Pur-sang, l'Arabe, le Furioso-North Star, le Gidran, le Trotteur roumain, et d'autres races de chevaux de selle, de sport et d'attelage. Il est notamment sélectionné au haras national de Jegălia.
La race est récente, et reste en cours de constitution.

## Description
CAB International cite une taille allant de 1,57 m à 1,67 m, tandis que d'après le guide Delachaux, ces chevaux toisent de 1,62 m à 1,72 m.
Sa tête est assez petite, de profil concave, surmontée de petites oreilles. L'encolure est musclée, le poitrail large, le dos court, la croupe musclée.
La robe peut être foncée (baie, alezane ou noire), plus rarement rouanne,. Les marques blanches sont fréquentes.
Les analyses génétiques montrent que la race est proche du Pur-sang, et dans une moindre mesure de l'Arabe ; elle est en revanche génétiquement éloignée du Huçul,.

## Utilisations
La race est destinée aux sports équestres, tels que le saut d'obstacles, le concours complet d'équitation, le dressage et l'attelage.

## Diffusion de l'élevage
L'unique recensement des effectifs de la race en Roumanie, réalisé en 2003 et référencé dans la base de données DAD-IS, indique qu'il n'existe qu'une centaine de sujets. L'étude menée par l'Université d'Uppsala, publiée en août 2010 pour la FAO, signalait le cheval de sport roumain comme race de chevaux locale européenne en danger critique d'extinction.